# FUTURESCAPE
FUTURESCAPE（フューチャー・スケープ）は、毎週土曜日の9:00 - 11:00(JST)にFMヨコハマが生放送しているラジオ番組で、同局の最長寿番組である。

## 概要
1993年10月に同局の社屋・スタジオが中区山下町の産業貿易センタービル3階から西区みなとみらいの横浜ランドマークタワー10階に移転し、ステーションネーム（愛称）を「ハマラジ（YOKOHAMA RADIO）」に変更したのを機に実施された番組改編で放送が開始された番組の一つで、同月の第1週目と第2週目は同局の移転記念番組「ヨコハマ・ラジオ・アプローズ」が特別編成された関係で、同月の第3週目（1993年10月16日）から放送が開始された。放送時間は番組開始時より一貫して、土曜9:00 - 11:00の2時間生放送である。
放送開始時から1994年3月までは初代パーソナリティとして高木理美子が務め、1994年4月より2代目パーソナリティに川平慈英が、レポーターにオーストラリア人女性のビリー・コールがそれぞれ就任した。当時は、毎回ひとつの“キーワード”を様々な関係者に電話を繋いだり、レポーターが出張したりして内容を掘り下げていた。1995年4月1日からはレポーターが柳井麻希に交代し、川平がFIFAワールドカップ等で不在の際は代打DJも担当するようになった。その後、1998年7月に番組のリニューアルが図られ、番組を卒業した川平に代わり、新たに起用された放送作家の小山薫堂と番組レポーター兼代打DJだった柳井麻希による2人制パーソナリティでの放送が開始し、以降はレギュラー出演のレポーターは原則不在となり、現在に至る。同一パーソナリティが番組名を変えずに担当する番組としても、同局で最長を記録している（2023年7月時点で25年間担当）

### 番組コンセプト
番組開始当初のコンセプトは『過去・現在・未来… 三つの時代から一つのテーマを見つめる』というものだった。
例えば、小山が担当した第一回目のチェック&マークは「クリーニング」で、まず過去のクリーニングはどうだったかを説明、次に現在のクリーニング事情を電話でゲストに聞き、そして未来のクリーニングはどうなっていくか皆で考えるという構成だった。なお、ゲストのクリーニング屋は小山の親戚で、チェック&マークも、そこから安直に決められた。メールも、現在ほどは読まれていなかった。現在、その構成は大きく様変わりし、番組の明確なコンセプトも無くなっている。その状態を番組スタッフはしばしば「だらだら」と表現している。また裏FUTURE SCAPEで、柳井は「ざっくり」と発言。いずれも擬音で表現されている。
このように、番組のコンセプトが大きく様変わりしていった原因について、番組とは縁の深い栗コーダーカルテットは、「リスナーとの関係を大事にするこの番組に於いては、このような変化は、リスナーとの相互の影響によって、もたらされたものである。この番組はリスナーによって、このように緩く育てていただいたのだ」と分析している。これに同意した小山は、このようなコンセプトの変化について、「リスナーのせいですよね」と発言している。
台本は存在するものの、当時ニュースを担当していた福田アナによれば2時間番組とは思えないほど少量で、それにすら細かい記述は成されていない。特に小山は、その台本すら見ず、「台本無いもん」とすら発言している。ただし、台本が必要ないわけではない。柳井に寄れば、小山は台本が手元に無いと心細くなり、放送開始後10分ほど経過してから「あれ、僕の台本、何処行った？」と言うのが慣例となっている。また、小山本人も、台本は「精神的なお守り」であると発言している。
番組ゲストに予め手渡される台本には、大まかな内容や質問例などか書かれているものの、そこに書かれている質問が小山からされることはなく、アドリブで進行していく。
裏FUTURE SCAPE 配信第149号で小山・柳井は、「FUTURESCAPE」という番組名は優秀だが、現在の内容に合わせてタイトルを付け直すなら「妄想学園847」であると発言し、番組名の変更を企てたが、未遂に終わっている。また、2003年4月に行われた「番組審議会報告」によれば、下記のような解説が成されている。
パーソナリティの小山薫堂と、柳井麻希のトークバランスを前面に打ち出し、仕掛け人小山に対し、受け手の柳井が織り成す絶妙の掛け合いを楽しんでもらおうという番組である。
毎週一つの「もの」あるいは「ひと」を題材にして、様々な角度から切り込んでゆく。そして、毎回テーマを決めて、「CHECK＆MARK」と題して、リスナーよりメッセージを募集し、それに返答する。
番組内には各コーナーを設け、その個々のテーマと番組全体のテーマとを絡めて展開していくなどして、ラジオにとっての特性である「リアルタイムでのリスナーとの一体化」を具現化した番組である。

### 公開生放送
2012年10月20日の放送では番組初の公開生放送が神奈川県大和市の大和駅東側プロムナードで実施された。以降は年1〜2回程度、神奈川県内を中心に公開生放送が実施されている。2022年12月17日には、崎陽軒初代社長・野並茂吉の生まれ故郷である放送エリア外の栃木県鹿沼市で公開生放送が行われた。

### 他番組との交流
2004年4月から2007年3月までは前番組が生放送ワイド番組の「The Burn」だった為、同番組のパーソナリティであるイデ・F・ダイスケ（現・井手大介）や担当スタッフがFUTUREに登場することもあった。その後の番組改編でThe BurnとFUTUREの間に収録番組を挟むようになって以降も、差し入れ等の交流は続いており、2023年9月23日の放送では井出が飛び入りで番組に出演した。また、後番組との親交も深く、2007年3月まで放送されていた生放送番組「THE CHART」では担当の西任白鵠が度々FUTUREの公式サイトに登場していたほか、2012年10月から放送が開始された生放送番組「Travelin' Light」の畠山美由紀は飛び入り参加も含めて番組に何度かゲスト出演している。この他、2021年4月から日曜朝10時に放送されている生放送番組「まんてんサンデーズ」は、FUTURE内で番組CMを流している縁から交流がある。

### 他局とのコラボ放送
2019年11月9日の放送では、小山の出身地という縁で熊本県天草市のコミュニティFM局「みつばちラジオ」の本社スタジオから、みつばちラジオとFMヨコハマの2局同時生放送が行われた。

## 出演者
- 現在
  - 小山薫堂（1998年7月4日 - [2]）
  - 柳井麻希（1995年4月1日 - [注釈 3][2]）
- 過去
  - 高木理美子（1993年10月16日[1] - 1994年3月26日[2]）
  - 川平慈英（1994年4月2日 - 1998年6月27日[15][2]）
  - ビリー・コール（1994年4月2日 - 1995年3月25日[2]） ※レポーターとして出演

### FUTURESCAPEでの小山薫堂
小山薫堂は番組中は、「薫堂さん」「くんくん」「小山先生」などと呼ばれている。小山好みの呼び方は「〜せんせい」ではなく「〜せんせっ」である。
この番組では、アカデミー賞受賞作品『おくりびと』の脚本家・放送作家としての小山とは、違った一面を見ることが出来る。例えば「おねむ」と呼ばれる睡眠不足の状態や、原稿の締切間近で何も手の着かない多忙な様子、「ぺこ」と呼ばれる空腹状態などである。放送中にお腹を鳴らし、飲食をし 、ランドマークタワーに宿泊するようになってからはスタジオに海水パンツを干し、爪を切り、いわゆるオヤジギャグを惜しげもなく披露する。スタジオには小山が使う爪切りなどが入ったバケツが置かれている。遅刻ギリギリにスタジオに入りし、他のスケジュールに追われて早退することもある。2008年5月31日は1分30秒前に、2022年3月5日は3秒前にスタジオ入りした。
番組中はリスナーからのメールを選出する合間に、自身のブログを更新したり、インターネットで買い物をしたりと時間を有効に活用している。柳井の報告に寄れば、他にも「ワインを買う」「レストランに予約をする」「気になる音楽をダウンロードする」など、やりたい放題らしい。これらのリラックスした状態を、小山は「心のジャージ」と表現している。このような小山の奔放さと、自由な発想により番組放送中に様々な企画やルールが生まれ、実現し、そして忘れられてゆく。「そんなこと言いましたっけ？」という発言で終わる事もある。
小山は、秘書・ぱんこにより過密なスケジュールを課せられている。しかし小山はこの番組を「人生のしおり」「人生の折り目」と位置づけ 、大切にしている。例えば、2009年6月13日の放送では番組を「生活のリズムをとる」場所とし、毎週土曜日のオンエアーに爪を切る事を宣言している。この時、小山は「リスナーの方も、フューチャーが始まったら、『これをしよう』と決めていただくと…」と提案。これを「暮らしのアラーム」と名付けた。また、日々有名になっていく中でも、番組に対する小山の真摯な姿勢や、番組スタッフの小山に対する態度も変わることはないらしく、AD・ボーダーの創り出す「かぶりもの」と呼ばれる様々な形状の帽子を被ったり、「罰ゲーム」と称し様々な苦行を強いられている。
当番組でのこの状態を、小山は「仮の姿」と言い張っているが、その反面「このスタジオに来ると、ホームに帰ってきた感じ」と表現するなど、真偽のほどは明かではない。
小山と遅刻
小山は、遅刻ギリギリにスタジオ入りする場合が多い。
番組スタッフも、これに対し免疫が出来ており、小山が、番組開始2分前である8時58分に来ていなくても別に焦らない。心配するのは、59分10秒を過ぎた頃からである。
また万が一、小山が遅刻した時の「挨拶」だけ、ジングルとして用意されていて、実際に数回、使用されている。
この「おはようございます。小山薫堂です」というジングルは、2009年8月1日、収録し直された。1テイク目に収録した挨拶は笑っていたことや、「（通常）そんなに爽やかに（挨拶を）やることは無い」というスタッフの指摘を受け、取り直し。テキトーなニュアンスで収録された。
「番組開始当初は、1ヶ月に1度は遅刻していた」との証言もある。
また、番組開始から1時間40分遅刻という記録を誇っている。
逆に、番組史上最も早くスタジオ入りしたと言われているのが、2010年2月27日で、記録は6時45分である。
小山と鼻の穴
小山は、何でも鼻の穴に入れたがる性癖がある。
映画・おくりびとで受賞したトロフィーを、鼻の穴に突っ込んでみたり、「裏FUTURE SCAPEを聞いている合図」として「指を鼻の穴に入れる」ことを提案したりしている。
また、「鼻の穴に詰めた物を、飛ばす」という習性も確認されており、罰ゲームでティッシュを詰める際には、柳井やスタッフも警戒している。
鶏（化）
番組において、小山の物忘れの酷い様。
発言内容（もしくは発言自体）や聞いた事を、すぐに忘れてしまう小山を、「鶏は三歩歩くと忘れる」という伝承になぞらえて柳井により比喩された。この鶏のエピソードすら、翌週には忘れ、繰り返している。
当初、この症状は小山の「過去を顧みない前向きな性格」のためと思われていたが、老化現象の一環である可能性が小山本人から指摘された。
小山誕生日放送回
毎年6月23日の小山誕生日の際には、誕生日に近い日の番組内の交通情報コーナー（TRAFFIC REPORT）冒頭で、各交通情報センター担当者による祝福メッセージが特別に読まれることが恒例となっている。これは2018年の誕生日放送回から始まったもので、番組スタッフが日本道路交通情報センターの横浜管制室と九段管制室に直接依頼したことで実現した。普段のコーナー読みは柳井（もしくは代打DJ）が全て担当しているが、この日の放送に限り、祝福メッセージを寄せた担当者に謝意を伝えるため、小山もコーナーの最後に登場する。

### FUTURESCAPEでの柳井麻希
柳井麻希は番組中は、「柳井さん」「奥さん」などと呼ばれている。
また、小山やリスナーからはしばしば「（肌が）黒い 」「（背が）小さい」「お子ちゃま」などと、表現されている。黒いことについて小山は「幼少期、壁の土を食べていたこと」が原因である可能性を示唆している。また、柳井の実家の家具は、ミニサイズに改造されている。さらに、大人になってから、中学生にナンパされた経験がある。
小山と共に番組を進行し、時に行きすぎることもある小山の発言をフォローし、眠そうな小山を起こし、帰りたそうな小山を引き留めている。
小山による愛情を帯びた罵詈雑言や、セクハラ発言、「罰ゲーム」と呼ばれる苦行の数々にも、常に前向きな姿勢と明るい声で受け答えで対応している。小山の挑発に、時折「キィー」という奇声を発こともある。
また、「プニプニ」と呼ばれる独自の呪文を唱え、リスナーに「パワー」を与えることもあるが、効果の程は不明である。近年では小山に鳥肌を立たせると言った、新しい効能も発見されている。
冒頭のタイトルコールからチェック&マークの発表、流した曲情報の発表、投稿先のアドレス・FAX番号の発表、交通管制センターやニュースの呼びかけ、各コーナーの解説など、番組進行に関わるほとんどのパートは、柳井によって担当されている。
投稿を読み上げることはほとんどないが、小山がラジオネームを読みあげ、投稿内容を読むまでのわずかな合間に「おはようございます」「ありがとう」などの一言を絶妙なタイミングで発する。また、投稿に対して辛口なコメントをすることもある小山に対し、柳井のリアクションは肯定的な場合が多く、番組の印象を爽やかなものに踏みとどめている一つの要因になっている。
リスナーの投票が勝敗を決するバトルのコーナーでは、負けた方の写真が抽選で当たるというルールから、柳井の罰ゲーム・被りもの写真欲しさに、毎週、小山への投票が殺到。「ほぼ一年に渡って柳井が敗北し続ける」という皮肉な結果を生んだ。
アーティストとして発表したCD、「MY LOVERS ONLY」を放送で流されることに、拒絶反応を示す。そのリアクションを好んだ小山やスタッフらの画策で、番組中のほか、当時FUTURESCAPEの前番組だったThe Burnのエンディングで毎週流された時期があった。
2006年10月28日の放送で番組中に結婚を発表、人妻となった。
配信第3号にて、利き手が左手だという事を薫堂に指摘され、「8年間も付き合っていて、知らなかったの！問題発言」と言っている。
2024年4月4日からは、FMヨコハマで毎週木曜日14:50から放送する新番組「LIGHT UP KANAGAWA」のパーソナリティも担当している。
ゼリー柳井
2010年1月23日のオンエアーで、「ゼリー柳井」という芸名を持っていることを告白。これは、師匠の一人であるバカボン鬼塚がネーミングを募集した際、その中の一つである「ゼリー」を譲り受け、襲名したものである。
宇宙人
配信第156号、罰ゲームとして、柳井は、宇宙人を演じた。
この宇宙人は、「ワラワラワラ」という独特の泣き声を発し、頭部にあるセンサーで、美味しそうな地球人をスキャン。「今日の晩飯」にしようとしている。終盤の仲間に対する掛け声から、宇宙人は群れで行動することが読みとれる。
これは柳井の完全な即興だったが、小山はこれを「いい」「頭が悪い」「バカだ」と絶賛。
157号にて初めてジングル化。その後も、回を増すごとに長くなり、ついにはFMヨコハマ携帯サイトにて着ボイスとして配信された。
2009年5月16日には、元AD・ボーダーが、この宇宙人の頭部をかぶりもの化。初めて容姿が偶像化される。これによれば色は緑。耳と頭部は尖り、頭部先端には赤い丸が付いている。
裏FUTURE SCAPE配信第160号で、味覚糖・新商品とのコラボも検討され、「宇宙めし」という形で実現した。2010年1月30日のオンエアーでUHA味覚糖の社長・山田泰正が発言したところによると、この「宇宙めし」は、柳井の宇宙人声で思いついた商品である。

### J-WAVEでの小山・柳井
小山と柳井がFMヨコハマのスタジオ以外で顔を合わせることは少ないが、他局であるJ-WAVEで遭遇することがある。
小山はJ-WAVEで柳井と会った時の感覚を、「久しぶりに会った従兄弟」と表現。また、J-WAVEでの番組・AJINOMOTO 6 P.M.でパートナーを務めていたクリス智子と柳井が話している姿を見て、「愛人と本妻がカチ合ってるみたいだ」「ドキドキするなぁ」などと発言している。なお、2024年1月27日の放送回では小山の代打DJとしてクリス智子が登場し、柳井とは初めてラジオ番組での共演が実現した。
「あちらでは、スカしてやってんだから」という柳井の発言の通り、J-WAVEでの小山・柳井の両名は、当番組とは違う姿勢で放送に臨んでいる。リスナーからも「（ラジオの声が柳井だと）解らなかった」と別人のようなスカし具合を指摘されている。
そんなJ-WAVEでの小山と柳井に、共演の機会が訪れる。2009年5月5日、09:00まで「J-WAVE TOKYO MORNING RADIO HOLIDAY EDITION」を担当するのが柳井。続いて09:00から小山の担当する「J-WAVE HOLIDAY SPECIAL　TOKYO SMART DRIVER presents TOKYO APPLAUSE」が生放送というスケジュールである。あわや、クロストークの実現かと思われたが、番組の構成上、断念。
しかし、柳井の番組エンディングで、小山の番組の紹介は可能であることから、柳井が「小山さん、スタジオにスタンバってますね〜 裏FUTURE SCAPE！」などと発言することを、小山が提案。ただし、小山の「責任は取る」との言葉にも、柳井は反発・抵抗している。他にも「合言葉つくっとく？」という企画や、スタジオ乱入、柳井がJ-WAVEでの小山の番組・TOKYO APPLAUSEを聞きながら、FMヨコハマのポッドキャストである裏FUTURE SCAPEで、9時間ツッコミを入れていく「柳井麻希 独り裏FUTURE SCAPE 9時間」という当事者である柳井の意向を無視した企画案など、密かなニアミスを企てていた。
しかし、当日、これらの野望が実現することは無かった。
当日、自身の番組のエンディングで柳井は、「今もう、隣のスタジオでスタンバってくれてますね」「何か色々カンペが出ていて、あまり読みたくないカンペが出てますけど」と、笑いながら述べるに留まっている。なお、このカンペに何が書かれていたかは、放送では触れられていない。
これに対する小山も、自身の番組オープニングは、東京から軽井沢まで自転車での走覇を目指すタロウの旅立ち一色という形になり、柳井に触れることは一切無かった。

### ピンチヒッター
小山・柳井のどちらかが諸事情で番組を休む場合は、ピンチヒッター（代打DJ）と組んで番組を進行する。基本的に小山は仕事の都合で、柳井は体調不良もしくは長期休暇の際に番組を欠席するケースが大半である。小山欠席時のピンチヒッターにはこれまで男性が起用されてきたが、2010年代後半に入ると女性も起用される機会が増えている。また、ミュージシャンや芸人がコンビで小山のピンチヒッターを務める際には、パーソナリティが柳井を含めて3人体制になる場合がある。柳井が休みの場合は、代打DJがコーナー読みの一部を担当する。

#### 小山の代打
- 小野尾勝彦 - 2025年4月12日
- 信濃八太郎 - 2024年9月14日、11月30日、12月28日、2025年4月5日
- やなせ京ノ介 - 2024年6月8日、2025年5月3日
- クリス智子 - 2024年1月27日、8月3日
- ROCKKEN - 2023年4月29日
小山がイタリアで開催される第25回ウディネ・ファーイースト映画祭に映画「湯道」で脚本賞にノミネートされ参加することとなり、レディオ湘南パーソナリティのROCKKENがピンチヒッター。なお、当日のリスナー投稿で、裏Futureで映画祭に行ってもFutureは休まないと宣言していたことを暴露されるも、すっかり忘れていた模様。
- やきそばかおる - 2023年3月4日
- Nagie Lane - 2022年9月24日
- 岩木みさき - 2022年7月2日
- ワタナベアニ - 2022年5月28日
- 谷口齋隆 - 2021年10月23日、12月18日、2022年3月19日、7月9日、2023年8月5日
移動式リヤカー駄菓子店「駄菓子屋ROCK」の店主。2023年8月5日の放送では初の試みとして、AIに小山薫堂をさせたらと言う企画で小山の音声合成を使った「AIクンドウ：クンドロイド」が併用された。
- ドミニク・チェン - 2021年8月14日
- 玉川太福 - 2021年3月14日
- DJ帝 - 2019年10月26日
- 倉本美津留 - 2019年6月15日
- 伊織もえ - 2019年4月13日
- 萱野稔人 - 2018年6月16日、9月22日、2019年1月26日
- 鈴木あきえ - 2018年5月12日
- タナカカツキ - 2017年9月2日
- 中田あすみ - 2017年4月15日
- タイムボム - 2017年4月8日
- SU（RIP SLYME） - 2016年12月24日
- ザ・プーチンズ - 2015年12月12日、2016年2月20日
- 高島一精 - 2015年8月29日
- 末廣陽子 - 2015年1月24日
公募で選ばれたリスナーDJ。
- ブラザートム - 2014年10月4日
- コアラモード - 2014年7月26日
- みかん職人 - 2014年7月19日
常連リスナーの一人。
- 福田麻友子 - 2014年7月5日
- 出雲阿国 - 2014年4月26日、2019年11月30日
- パラダイス山元 - 2013年7月6日
- 桑山哲也 - 2013年5月18日
- 竹内薫 - 2012年9月29日
- 遠山正道 - 2012年1月28日
- ユージ - 2010年10月16日
- 宗方脩 - 2008年1月12日、6月21日
- 小宮山雄飛 - 2006年6月24日、2007年2月24日、6月30日、10月20日、2008年4月5日[注釈 4]、2009年6月27日、2012年1月21日、5月5日、7月7日、2018年2月3日、2022年12月3日
小宮山雄飛 裏切り疑惑
2009年4月4日、小宮山雄飛とワタナベイビーが、J-WAVEのラジオ番組・RADIO DONUTSのコーナー・House Mate COLORFUL STYLEに出演していることが、リスナーからのタレコミによって明らかになった。
小宮山は小山が欠席したときのピンチヒッターとしては、最多の出演記録を誇っており、柳井に「準レギュラーのよう」と言わしめる[22]存在である。
その小宮山が、FUTURESCAPEの裏番組である、House Mate COLORFUL STYLEに出演したことは、裏切りであると小山は発言。当日の裏FUTURE SCAPEで、生メールによる追求が行われた。小山の「裏切り者」というメールに対し、小宮山は「なんのですか？」と返答。状況が把握出来ていないと推測されている。
また小山は、小宮山の出演が収録で、生放送でない可能性を指摘しており、事実関係は謎のままとなっている。
そもそも、小宮山の他局出演を「裏切り」と責めるが、小山は小宮山に対し、ずっと「寿司（＋ステーキ）をおごる」という約束をしていたものの、それを反故にしていた事実こそ、「裏切り」に当たるのではないかという弁護が柳井によってなされている。
後の2009年4月25日、FUTURESCAPEと小宮山の繋がりを確認するために、小宮山に生電話をした。電話冒頭で小宮山は「FUTUREファミリーの長男の小宮山雄飛です」と番組への忠誠をアピールするも、それに対し小山は「ああどうも渡辺祐です」と皮肉で切り返した。小宮山は裏番組に出た人物を「双子です、双子です」と弁解しているが、小宮山が双子であるという事実は、確認されていない。
続く2009年6月27日、「小山の代わりは小宮山で」というキャッチコピーをひっさげて登場。この時、小宮山は「毎週、空けてますから」「絶対裏番組とか出ないすから」「土曜の朝は、FUTURESCAPEって決めてますから」「でもやっぱり、落ち着きますね」「嬉しいですよ、帰って来れて」と番組と自身の繋がりを熱烈にアピールした。
ちなみに、二年ほど保留されていた、小山が小宮山に「寿司をおごる」という約束は、無事に果たされている。この時の様子は、2009年6月27日のオープニングトークで話題に上った。小宮山は普段、コハダ等の安価なネタしか頼まないが、寿司屋の大将が気を利かせてくれて、やたら大トロや中トロを握ってくれマグロ尽くしのようになったことや、それに対し、小山が途中から少し怒っていたことなどが報告されている。小宮山はこの時のお礼のメールを、この放送の前週に、番組当てに投稿している。

#### 柳井の代打
- 高橋茉奈 - 2024年12月14日
- 松井咲子 - 2023年12月30日、2024年12月7日
- 野崎あいか - 2019年3月9日
- 山口真由 - 2018年7月7日
- からぴんこ - 2016年10月1日
- 中田あすみ - 2016年7月2日
- ラフルアー宮澤エマ - 2014年11月15日
- 春香クリスティーン - 2013年8月10日
- 石田紗英子 - 2012年11月3日
- 桐島瑞希 - 2011年11月19日
- MITSUMI - 2011年3月12日
東日本大震災発生翌日で柳井の番組到着が遅れた関係で、番組途中まで代打を担当した。
- みんしる - 2009年8月1日
小山はみんしるとの共演を「（渡辺）祐さんと別れた女性と、僕が再婚した気分がする」と表現している。
- 佐藤茜 - 2007年9月15日
- 北島美穂 - 2006年7月1日
2015年12月19日にはFMヨコハマ開局30周年を記念して、レポーターの藤田優一とともに表・裏の両方にゲストとして出演[23]。
- DJ Roni - 2004年9月18日
この回のチェック&マークは「気分転換」
- 柿本陽子 - 2003年1月8日
この回のチェック&マークは「ずる休み」
- 金子奈緒 - 2000年1月15日、2月15日
この回のチェック&マークは、それぞれ「日本酒」「ペンキ」。
- 秀島史香 - 1998年11月4日
この回のチェック&マークは、「名前」。柳井の欠席理由は「お腹を壊した」とされている。

### 新型コロナウイルスの感染拡大に伴う対応
普段は横浜ランドマークタワー10階のFMヨコハマAスタジオ（生放送対応スタジオ）から生放送しているが、2020年初頭から新型コロナウイルス(COVID-19)の日本国内での感染者が増加したことを受け、当番組では同年3月下旬頃からゲスト出演者がリモート出演を行い、4月4日～5月30日は小山・柳井もリモート出演の対応を採った（番組構成自体は概ね通常通り）。なお、5月25日に神奈川県を含む全都道府県で緊急事態宣言が解除されたことを受け、6月6日以降はスタジオ出演を再開しているが、その後も感染症の状況によりリモート出演に変更する場合がある（2020年7月18日放送分など）。

## コーナー

### 現在（2025年3月現在）
「今日のチェック&マーク」というお題に対する視聴者のメール・FAXを紹介しながら音楽をかける、というのが番組全体を通したスタイルである。その他に以下のコーナーが設けられている。開始時刻は目安である。かっこ内のコーナー名は便宜的に付けたもの。
- 09:00 - （オープニング）
1分トーク（あいさつ）。テーマ外早朝投稿。今日のチェック&マークの紹介。テーマに関する投稿。
詳細は「各コーナーの詳細・1分トーク」参照
- 09:15 - 交通情報（スポンサー：CFネッツグループ）
- 09:20 - 神奈川ダイハツ presents サウンドブーケ （2009年5月2日〜2023年12月16日、2024年4月6日〜）
「ドライブの時に聞きたい」「未来に残したい」一曲をリスナーから募集し、放送するコーナー。
- 09:35 - （フリーゾーン）　ゲストコーナー、中継レポート、メッセージ紹介など
ゲストコーナーの場合は、今日のチェック&マークにひっかけた（ほとんどこじつけのことが多い）ゲストとMC2人のおしゃべり。
チェック&マークが、ゲストにひっかけた（ほとんどこじつけ）ものである場合もある。
- 09:53 - 交通情報（スポンサー：なし[注釈 5]）
- 09:55 - ニュース・天気予報
- 10:00 - LANDMARKTOWER presents KALEIDOSCAPE
ゲストコーナー
詳細は「各コーナーの詳細・KALEIDOSCAPE」参照
- 10:32 - 交通情報（スポンサー：かながわ県民共済[注釈 6]）
- 10:35 -　（フリーゾーン）　メッセージ紹介、中継レポートなど
- 10:52 - 交通情報（スポンサー：エクセル[注釈 7]）
- 10:55 - （エンディング）
視聴者プレゼントの当選者発表など。
- 放送終了後、裏FUTURE SCAPEの収録が行われる。
番組終了後の、罰ゲームの収録、裏テーマ（「今日のチェック&マーク」とは別に募集するテーマ）に関する話などをポッドキャスト配信している。
詳細は裏FUTURE SCAPE参照

### 過去
- 09:20 - シーパラ SEASIDE SCAPE （ - 2008年3月）
海に関するQ&A。横浜八景島のイベント紹介など。
- 09:20 - ViNAWALK お散歩 SATURDAY（2007年4月 - 2008年3月）
お散歩の楽しみ方を伝える。
詳細は「各コーナーの詳細・サウンドブーケ」参照
- 09:29 - コカコーラプレゼンツ 開国博Y150インフォメーション （2009年5月2日 - 9月26日）
開国博Y150の最新情報が、FMヨコハマ・レポーターチーム・ハマクルーによってレポートされる。
- 09:30頃 - 毎度！ お届けに参りました！ （2009年6月6日 - ）
ゲストが、スタジオにお土産を持ってくるコーナー。
詳細は「毎度！ お届けに参りました！」参照。
- 09:30 - 日清製粉グループ presents HAPPY MENU TO YOU! ドアサベーカリー（2020年10月3日 - 2022年3月19日）
神奈川県内などに所在するパン屋を鈴木まひるが生レポートするコーナー。
- 09:30 - ハナマルキ presents ドアサゴハン （2022年6月4日 - 2022年6月25日）
実践料理研究家・岩木みさきがハナマルキ製品を使って作るアレンジ料理を紹介する期間限定コーナー。
- 09:35 - かぬまシウマイリポート（2022年10月8日〜2022年10月22日）
崎陽軒初代社長の出身地・栃木県鹿沼市から鈴木まひるが美味しい情報を生レポートする期間限定コーナー。また、2022年12月17日には鹿沼市での公開生放送が行われた[10]。
- 09:35 - ノーリツ presents 土朝も浸からナイト （2023年2月4日 - 2023年2月25日）
小山薫堂脚本の映画「湯道」の公開を記念し、お風呂を愛するゲストを招いて、お風呂へのこだわり「My湯道」を語るコーナー。
- 09:35 - みんな知ってる？グリーンプリンティング！（スポンサー：一般社団法人日本印刷産業連合会）（2023年9月2日〜2023年9月30日）
環境に配慮した印刷工場で製造された印刷物を認定する制度「グリーンプリンティング」の認知を広める一人としてPR大使をリスナーから募集し、オリジナル名刺を作るコーナー。
- 09:35 - 京都芸術大学 食文化デザインコース 土朝講義 （2025年2月15日〜2025年3月8日）
京都芸術大学食文化デザインコースの生徒が、先生に“食”にまつわる特別講義を行うコーナー。初回は10:40からだったが、翌週より9:35に変更された。
- 09:40 - シーパラな人（2008年4月 - 2009年10月10日）
横浜・八景島シーパラダイスのスタッフへのインタビュー。
- 10:00 - キッチン・クンドー（2005年4月2日[25] - 2007年3月）
柳井が横浜みなとみらいのどこかにあるレストラン「キッチン・クンドー」を訪ねて、店長のうんちくに耳を傾ける。店名の由来は、店長の知り合いの放送作家・小山薫堂の名前から。
グルメと旅の話が多い。
土曜日午前10時に開店する、カフェ&レストラン「キッチン・クンドー」。
毎週土曜日、ブランチをいただきにくる柳井麻希。彼女は、一週間の出来事やうっぷんを、この店の店長に話してすっきりしたが、 いつも店長の一方的な話に引き込まれてしまい、いつのまにか気分良く、お店を出てしまう、という不思議な店。ただし、みなとみらい地区でこの店を探せた人はまだいない。
  - 登場人物
    - 「店長」：氏名不明で、なぜか本名を明かそうとしない。店長でオーナーでシェフ。
    - 「お客さん」：柳井麻希
- 10:00 - トレジャー イン ランドマークタワー （2009年10月3日 - ）
ランドマークタワーの中で、色々なお宝を探そうというコーナー。
「麻希ちゃんクイズ」から始まり、話を広げつつ、お店の紹介へと移っている。
なお、キッチンクンドー、マキズデリと継承されてきた小芝居は、廃止されている。
- 10:08 - MAKI’s DELI（2007年4月 - 2009年9月26日）
「BGMに柳井の歌が流れる不思議な店に小山が訪れる」という小芝居形式で行われるPRコーナー。
詳細は「各コーナーの詳細・MAKI’s DELI」参照
- 10:19 - FUTURE SCAPE CLUB
視聴者などへのアンケート結果や、スポーツなどのイベントの結果をMC2人が予想し勝負する。
敗者には罰ゲームが待っている。
2007年4月以降は、ディベート対決の形で行われている。
ディベート終了後、お知らせ、曲の流れる間にリスナーが投票、雌雄を決する。
投票終了後、ADによる 勝敗・罰ゲームの発表。過去には「かぶりもの」の発表。
詳細はFUTURE SCAPE CLUB参照
- 10:30頃 - 美人借景（不定期）（2009年10月10日、10月24日 -　不明 ）
- 10:40 - Honey's honeydew day（〜2006年12月）
視聴者から送られた「大切な記念日」に関するメッセージの紹介。
- 10:40 - 心を動かされた今週の一言（2007年1月〜）
視聴者から送られた「印象に残った一言」に関するメッセージの紹介。
- 横浜開港150周年特別番組「ラヂオゆずがたり」 （2009年6月6日のみ）
横浜開港150周年を記念した期間限定特別番組。
ゆずがワイド番組内を、リレー形式で回って行く。
なお、番組生放送中のスタジオに、ゆずが登場するわけではない。放送中、ゆず本人から「マリンタワーからお届けしてます」とのコメントもあった。
- 小山薫堂 想い出一曲 （2010年3月6日のみ）
この日、突然始まった新コーナー。
小山は「裏FUTUREと、表FUTUREの一線を画したい」と発言。
次いで、ポッドキャストに無い、ラジオの特長は、曲をかけられることだと述べ、想い出に残る一曲をかけるという、このコーナーを立ち上げた。
しかしそれは、柳井に対するサプライズへの布石で、小山の本当の狙いは、柳井麻希が14歳の時に歌った一曲・「抱きしめたい」[26]をかけることにあった。
柳井は、「コーナー終わりたい！」「帰りたい！」と絶叫。サプライズは成功した。
それと共に、役割を終えたこのコーナーは、この回をもって終了している。
なお、この「抱きしめたい」が収録されたレコードは、リスナー・「なとさん」がオークションで落札、番組に送ったものである。「なとさん」はこの日収録の裏FUTURE SCAPE配信第201号で、ラジオネームを「インディー」に変更するよう、小山・柳井から進言された。
- 薫堂くん 麻希ちゃん 教えて（不定期） （2009年5月30日 - ）
神奈川県内の子供の素朴な疑問に、小山・柳井らが答えていくコーナー。
詳細は「各コーナーの詳細・薫堂くん 麻希ちゃん 教えて」参照。
- 世界の社長から （2010年1月30日 - ）
スタジオに社長を招き、お土産をせしめる傍ら、話を聞くコーナー。
第1回目のゲストは、UHA味覚糖の社長・山田泰正。
- 今週の自慢のコーナー （2010年2月20日 - ）
小山が、デジカメの自慢をしたことがきっかけで、暫定的に立ち上がったコーナー。
開催頻度は「気が向いたら」である。

### 各コーナーの詳細

#### 1分トーク
番組開始直後の小山・柳井によるトーク。オープニングトークとも呼ばれる。番組開始と同時に流れるBGMが終わるまでの1分間行われることが、1分トークと呼ばれる所以である。挨拶から始まり、小山のその時の様子や、その週の体験を元に話が展開される場合が多い。時折、脈絡のない会話から放送が始まるのは、番組開始直前の雑談の延長が、そのままオンエアーされるためである。
その後、一曲挟んで、1分トークの続きを小山・柳井の気が済むまで話した後、本日のチェック&マークの発表・コールがある。
チェック&マークの発表前にテーマ外の早朝投稿が読まれるか否か、また、チェック&マークに沿った投稿が何通紹介されるかは、この小山・柳井のトークの時間に左右される。
チェック&マークの発表直後に、ダイエット中の小山の体重を発表するコーナーを挟む。前週比で体重が増えてしまった際には体重増の「増」にかけて象の鳴き声の効果音若しくはリスナーの子どもが歌うぞうさんの歌が、前週比で体重が減っていた際は体重減の「減」にかけて弦楽四重奏の効果音が流れる。

#### 音楽と選曲
当番組では、ディレクターが何度も交代しているが、これによって、選曲の傾向も変わっている。
ディレクターがゴッドからブッダに交代した直後、番組で流される曲が一変し、リスナーから「朝にふさわしい楽曲が増えましたね」というメ意見が多数寄せられた。この事実を聞かされたゴッドは、「（自分は）一曲目から、結構ヘビーなのいってました」と発言している。また、2009年4月以降、今度はブッダからギュウヒ（仮）にディレクターが交代したことで、やはり選曲も変わり、「スカした曲」がかかるようになったと、度々番組内で評されている。ディレクターがウチダだった一時期は、松たか子の曲ばかりかけられていた時期もあった。また初期のディレクター・オガワに至っては、選曲の根拠が「目の前にCDがあったから」と発言している。

#### サウンドブーケ
「ドライブの時に聞きたい」「未来に残したい」一曲をリスナーから募集し、放送するコーナー。曲の後、スポンサーの神奈川ダイハツ販売、各店舗スタッフからのメッセージが流れる。番組中、リスナーからのリクエストが流れるのはこのコーナーだけであり、柳井が一人でコーナー進行を行う。BGMはラリー・カールトンの「Room 335」を使用。
小山・柳井は、このコーナーは、これまで曲のリクエストに、ほとんど耳を貸さなかった当番組にとって、快挙であるとし、広くリクエストを募った。
なお、採用者には2,000円分の番組オリジナルクオカードと、ダイハツオリジナルグッズがプレゼントされる。
2023年12月20日に発覚したスポンサー企業の親会社であるダイハツ工業の認証試験不正問題を受け、同年12月23日放送分からコーナーが事実上休止となったが、2024年4月6日放送分からコーナーが再開された。

#### （フリーゾーン）
9:30頃と10:35頃から放送。2023年12月現在では、今日のチェック&マークのメッセージ紹介やゲストコーナーに充てることが多いが、不定期で神奈川県内各地からの中継レポートを放送する場合がある。前述のサウンドブーケ休止時は、コーナー時間穴埋めの関係で、9時台のフリーゾーンが以前よりも長く時間が採られていた。

#### KALEIDOSCAPE
様々な分野からゲストを招き、小山・柳井とトークを繰り広げるコーナー。トークの中盤には、柳井の「ちょっとブレイクです」の一言を合図に、ゲストが選んだ曲を流すコーナーが設けられている。また、トーク終了後にはスポンサーである横浜ランドマークタワーの各店舗や、スカイガーデン・横浜ロイヤルパークホテルからのお知らせが放送されている。
また、コーナー終盤に流れる三菱地所グループのオリジナルラジオCMの一つは「まだまだ寄りたいお店があるので帰りたくないと話す28歳の『よしこ』が、横浜ランドマークタワーで迷子として保護され、館内放送で父親が呼び出される」というもので、長らく同じCMが使用されてきたが、2019年1月の放送で約20年ぶりにCMの内容が刷新されることが発表され、新しいシナリオの一般募集が行われた。その後、CMが新たに録り下ろされ「横浜ランドマークタワーの館内放送をよしこの父親が奪い取り、48歳になった『よしこ』を放送で呼び出す」という内容にリニューアルされた。

### 過去

#### 薫堂くん 麻希ちゃん 教えて
ディレクター・ギュウヒ（仮）によって発案されたコーナー。予め録音されている子供の質問に、小山・柳井が即興で答えていく。
その即興ぶりは徹底されており、新企画の存在自体、小山には伝えられていなかった。当日の番組開始前ミーティングでも、「何の相談もなかった」と小山は証言している。これは小山が「ギリギリにスタジオ入りしたから」など理由ではない。この日、小山は「5分前にスタジオ入りする」という快挙を成し遂げている。
このコーナーは、NHK・夏休み子供科学電話相談のように、必ずしも科学的な見解を述べるわけではない。
例えば、第一回目の最初の質問は「どうして夜になると星は出るの？」で、これに対し小山は「ずっと星が出ていると、人は星のありがたみに気が付かない。それを神様は教えたくて、夜だけしか星を出さなくなった」、柳井は「お星様は、昼間は寝てます。（星は夜行性）」と回答している。
この子供に対する解答に、小山は大変苦労しており、その困った様子を聞けることもコーナーのウリになっている。
2009年6月20日に放送された番外編では、2人の大人が登場、大人の質問を投げかけた。これは誕生日を迎える小山へのサプライズ企画であり、質問者の正体は、小山と縁の深い石田純一と軽部政治だった。
2009年9月21日には、小山・柳井からの質問に、子供が解答するという特別編も放送されている。
2009年10月17日の放送では、「風はどこから吹くの？」という質問に、小山は、この答えを「風を探して」という絵本にして贈ることを約束。この約束を忘れないように、「風はどこから来るの？」というラジオネームでの投稿をリスナーに呼びかけた。
なお、このコーナーの存続や頻度は不明で、不定期に、そして飛び道具的に（柳井談）登場する予定である。

#### 毎度! お届けに参りました!
2009年6月6日、チャイムの音から、突然始まったコーナー。
柳井は「毎回美味しい物を、届けてくださる方がいらっしゃる」「第76回」と嘯いているが、この日が第一回目。実質的には、この前週配信の裏FUTURE SCAPEでおねだりをした「はらドーナッツ」代表・岡井健を迎えるために新設されたコーナーである。
小山はコーナーの新設、及び「はらドーナッツ」の差し入れについて、「まさかこんな事になるとは思いませんでした」とコメントしている。このコメントは、「小山・柳井が前週配信の裏FUTURE SCAPEで、出来立ての料理やスイーツをおねだりするコーナーの新設を提案していた」という事実とは矛盾している。
しかし、この日のオンエアー冒頭では、小山はこの裏FUTURE SCAPEでの発言を、すっかり忘れていた。
この事実を考慮すれば、小山の「まさかこんな事になるとは思いませんでした」とコメントも、「白々しい」と言い切れるものではない。
2009年7月4日、明治製菓の担当者を迎えて第83回（実質的には2回目）が放送されるも、明治製菓を迎えたことで、このコーナーの目的は達成されたとし、コーナーの打ち切りを宣言している。しかし、同年12月12日、森永乳業の担当者を迎えての復活。当時番組内でブームだったアイス・エスキモーPinoを特集した。なお、柳井はこの回を64回目と言っているが、実質的には3回目である。
2010年1月2日には、第88回（実質的には3回目）として、イタリアンレストランを経営し、リスナーでもある「ファゴットのツカモト」が登場、おせちを振る舞っている。「ファゴットのツカモト」は裏FUTURE SCAPE、配信第133号で「裏FUTURE SCAPE　お宅で収録企画」の候補として電話出演している。今回の出演は、小山・柳井によれば、本人からの依頼によるものである。

#### MAKI’s DELI
小山・柳井による小芝居形式で、様々なPRが行われるコーナー。主に提供であるランドマークタワーのイベントや、同施設内にあるショップのPRが多い。
店主の柳井、客の小山は柳井麻希・小山薫堂とは別人との設定で、小山薫堂の弟を名乗った回もある。
毎回、BGMに乗せて、柳井の長い独り言からコーナーは始まる。
開店当初は必ず麻希の「MY LOVERS ONLY」が店主の意志に反して流れていたが、近年は違う曲が流れることも多い。店は常にガラガラだが、店主は「オープンしたての時間だから」であり、この後の時間帯は「激混み」だと主張している。客は小山だけの場合が多いが、他の客と称するゲストが来店することもあり、宣伝話に花を咲かす。
DELIの看板を掲げてはいるものの、料理は出ない。小山のする注文はいつも無茶なものであり、柳井の薦めるメニューは、一切頼もうとしない。これについて小山は「注文しようと思っても、悪い気を感じる」とコメントしている。
小山は口実をつけて店を出ていこうとし、柳井は何かにつけて閉店する。
店終いしてコーナーの話題に出た場所に行こうとするが、小山は2人で行きたがらない。2009年4月4日,11日の放送で小山は「ウィキペディアにも『2人で行きたがらない』と書いてあるから」と発言、同行を断っている。例外として、2009年4月25日はデザートフィレンチェに柳井をモチーフにしたアイス「Y150」を提案しに行くと言って、二人で出かけていった。
小山はこのコーナーでの「小芝居が疲れる」と訴えており、この時間の精神的な負担の大きさから、コーナー終了後・「10時じゅうなん分」に眠気が襲ってくるとコメントしている。
2009年9月26日、閉店（移転）。湘南・鎌倉付近に店舗を移し、カフェと自分自身を見直す事になった。
もう一人の店長、岩崎浩実
ROYAL PARK HOTEL 「Coffret」のパティシエールとは仮の姿（副業）、その実体は、マキズデリのもう一人の店長であると、2009年8月29日オンエアー・マキズデリのコーナーで、小山、柳井、岩崎本人が発言している。しかし、これはあくまで劇中での話である。
番組への出演回数も多く、その都度、ケーキをお土産を持ってきてくれるなどの多大な貢献度が評価され、FUTURESCAPEの準レギュラーの座を獲得している。
アーティストの岩崎宏美と同名のため、登場の度に、それに絡めた話が展開される。
オリジナルケーキ「ララバイ」の開発が、心待ちにされている。
ケロロ軍曹、来店 （2009年5月2日）
2009年5月2日、MAKI’s DELI にケロロ軍曹が来店した。
来店の目的は侵略ではなく、単に近くを歩いていたところを、小山が連れてきたという設定である。
「ケロロ生誕10周年記念 ケロロ博2009」告知は編集部・林が担当し、ケロロはラジオ放送にもかかわらず多彩なボディーアクションで奮闘した。
泉谷しげる、電話出演
ランドマークタワーで開催される、泉谷しげるのチャリティーコンサート告知の為、本人が電話で出演した。
柳井はコーナーの流れとして、「泉谷しげるさんから、お電話がかかって来ちゃってるんですけど」と電話を繋いだが、泉谷に「オレがかけたんじゃなくて、そっちからかかってきてるんだよ」「テキトーな事、言ってんじゃないよ」と朝から怒られている。
みんしるを口説く （2009年8月1日）
小山演じる「自由人の客」は、この日、ピンチヒッターで店にいた店員（みんしる）に対し「このお店、ホントお客さん来ないんで、今日、あの、閉めて、ランドマークとか遊びに行きませんか？」と発言している。
ちなみにこの臨時の店員と、いつもの店員（柳井）は、以前、五木ヒロシのライブで意気投合したのがきっかけで、店番を頼まれている。

#### 美人借景
ナレーションによれば、「世の中には様々な美人がいます。見た目だけにとらわれず、心、美しい美人。女性から見てもカッコイイと思わせる美人。夢を追いかけている美人。このコーナーは、そんな麗しき美人をスタジオにお招きし、その美しさの秘密に迫ります」という趣旨のコーナー。なお、ナレーションは元ディレクター「なごっち」の妹である「おこちゃん」が務めている。柳井によれば、彼女は「この様なナレーションが得意である」とされている。
ディレクター・ギュウヒの選んだ「美人」をスタジオに呼ぶ企画。
小山には「放送法に引っかかる」「個人の欲求を満たすために造り上げられたコーナー」「自分がナンパするための道具」という評価を受けている。この評価を裏付けるかのように、2009年12月12日放送は、ディレクター・ギュウヒが常連として通っている居酒屋・「金の蔵」渋谷南口店でバイトをしている女性・鈴木佐和子を、柳井曰く「まさにナンパしてきた」状況でゲストに迎えている。
このコーナーの原稿だけが、1枚20円ぐらいする和紙（金箔付き）という「ひいき（柳井談）っぷり」である。ゲストとのトーク、「フォトジェニック」と続き、最後に小山がゲストを一言で言い表し、締める。
なお、招かれたゲストには、ギャラが発生しないばかりか、お土産として、手作り弁当の持参を要求される。
フォトジェニック
「美人借景」内にあるミニコーナー。
「その美しさを永遠の枚1枚に残すために、バービー小山口先生にお写真を撮っていただく」コーナー。
小山が、写真家としての姿・「バービー小山口」と化し、ゲストを撮影。ホームページ上の「美の殿堂」コーナーにアップされる。
なお、このコーナーに入ると、BGMも変わるという徹底ぶりである。
企画実現までの経緯
裏FUTURE SCAPE配信第166号で、ディレクター・ギュウヒにより持ち込まれた。
当初の企画案は、美人を街から借りてきて、話をし、知り合いになるというものである。
2009年10月10日、スマイルコンシェルジュの「たきれいこ」を迎え、特別版を放送。これは、前週の裏FUTURE SCAPEでディレクター・ギュウヒに仕掛けられた、サプライズに由来したものである。
続く10月24日、ユニバーサルミュージックプロモーター・「丸谷那月」をゲストに招き、第1回がスタートしている。

## 企画と企画案
当番組では、正式なコーナーの他に、多くの単発的な企画が実現されている。
元々、小山・柳井は、思いついたことを、次々と口にする傾向がある。番組中に口走った、これらの思いつきを、小山は持ち前の企画力によって次々と形にしていく。こうして毎週のように、数多の企画案が生まれる。また、スタッフとリスナーの距離が近いこの番組では、リスナーが打ち出した企画案を、小山・柳井を始めとする番組スタッフが取り上げ、膨らませるといったケースもある。さらに、FUTURESCAPEリスナーは、このような企画案に素早く反応し、乗ってくる傾向があり、これも実現に向けての大きな追い風となっている。この様にして盛り上がった企画案は、「面白そうじゃないですか」「やりましょうよ」といった、小山の軽いノリで、実現にこぎ着ける場合もある。
しかし、企画案の全てが、実現されるわけではない。小山は自身の発言を、翌週には忘れていることもしばしばである。前の週の小山の発言に対し、投稿が寄せられるも、「何ですかこれは？」「言いましたっけ？」で済まされることがある。
この様な小山の物忘れによる「企画倒れ」を防ぐための、いくつかの対応策もある。まず、キーパーソンとなるのは、当番組の元ADであり、現・小山薫堂秘書・松本ぱんこである。小山は企画やプレゼント、リスナーとの公約を忘れてしまうことを自覚している。そこで、言い出したことを忘れないように「ぱんこに言っておこう」と、しばしば発言している。また、ウィキペディアも有効な対策の一つである。小山の発言や企画案が、ウィキペディアに記載されていれば、番組ではこれを「ウィキに書いてあります」と証拠として認めるケースもある。他にも、番組のスタッフ宛にメッセージを送るなど、小山以外の第三者にも確認を取ることが望ましい。
なお、小山・柳井により「いつかやりましょう」「今度やりましょう」と先送りになっている企画案は多いが、小山自身、「『今度』と『お化け』は出ない」と発言しており、実現の見込みは薄い。

## リスナー
本番組におけるリスナーは、『フューチャースケープリスナー』もしくは『フューチャーリスナー』と呼ばれている。
2時間の番組枠があるとはいえ、各コーナーやフリートークの占める割合が多いこの番組で、採用される投稿は、決して多くはない。それに対して投稿の数は非常に多く、その採用競争率は高い。小山は、「僕の美学は『全てのメールに目を通すこと』」と発言 、番組内で採用されなくても、全ての投稿を読んでいることを公言した。また、小山は度々、当番組のリスナーのレベルを高く評価しているとの発言をしている。
本番組は、リスナーと番組スタッフとが親密な関係にあり、リスナーが番組に参加する企画や、リスナー自身が提案した企画が実現することも多い。
- 2007年2月17日・10月20日 リスナーがゲストコーナーに出演
- 2007年3月上旬 N35ツアー
- 2007年12月29日 冬休みこどもAD
- 2008年3月8日 小山が担当する大学学科名をアンケート 「企画構想学科」に決定
- 2008年8月18日 映画「おくりびと」の試写会
- 2009年 元ADの松本ぱんこ&小山 合同サイン握手会
- 2023年 映画「湯道」リスナー限定試写会

また、番組ADもリスナーから募り、実際に採用されている。

### 常連
競争率の激しい中、頻繁に投稿を採用されるリスナーは『常連』と呼ばれる。ラジオネームと共に読まれる性別、年齢、職業、出身地、家族構成などに加え、投稿内容に含まれる情報などから、小山・柳井を初めとする番組スタッフも、常連のリスナーそれぞれの人間像を持っており、投稿を読まれるとき以外のトークにも、しばしば名前が登場する。なお、常連と認定される採用回数・頻度に特に規定はないとされている。
小山は投稿の採用に関して、「常連ばかり採用すると不満が出るかもしれないので、投稿を読めない週もあるが、たとえ番組内で読めなくても常連は解ってくれている」という内容の発言をしている。それに対してカリスマリスナー・「綾瀬市のヒロエ」は「解ってます」と返答、互いの絆を確認する形となった 。

### カリスマリスナー
常連の中でも、小山・柳井に認められた一握りのリスナーは、『カリスマリスナー』と呼ばれ、一線を画した存在になっている。
カリスマリスナーには現在「綾瀬市のヒロエ」「木もれ陽亭・カワベサトシ」「ハラタエコ」の三人が認定されている。
「綾瀬市のヒロエ」
裏FUTURE SCAPE配信第72号に登場。
その投稿は、小山・柳井やリスナーにも「綺麗な内容」と評されている。
「木もれ陽亭・川辺智（カワベサトシ）」
葉山に実在したカレー店「木もれ陽亭」には、多くの常連リスナーが訪れていた。なお、2010年1月31日をもって閉店している。
裏FUTURE SCAPE配信第81号で、「いつか開催されるリスナーオフ会」の開催予定地に指定された。その後、このオフ会は2010年1月17日、リスナー有志により実現している。
1998年7月11日の放送回で初めてメッセージが読まれ、以降は長年に渡る常連リスナーだったが、2024年5月4日に病気のため亡くなったことが翌週の本放送内で伝えられた。
「ハラタエコ」
裏FUTURE SCAPE配信第72号で小山は「番組のご意見番」「和田アキ子」的存在と表現。
「クジラのたれ事件」や「N35ツアー」など、数多くの企画に関わっている。

### ラジオネーム
番組開始当初、ラジオネームは禁止されており、本名での投稿のみが認められていた。カリスマリスナーに代表される昔からのリスナーが本名で投稿しているのは、この名残である。
しかし、いつの頃からかラジオネームでの投稿が認められ、多種多様なラジオネームが広まることになった。現在では、ラジオネーム自体に面白さを付加させるリスナーも増え、投稿の内容と並んで採用を左右する一因にもなっている。
小山は「ラジオネームで採用かどうかを決めることはない」と述べるも、一方で「つい呼んでしまいたくなるラジオネームもある」と認めている。ラジオネームだけ読まれて、内容が読まれなかったというケースも確認されている。
近年のラジオネームブームを受け『ラジオネーム・オブ・ジ・イヤー』が過去二回において開催されている。ちなみに第一回の優勝者は「杉山清貴とオレがドライブ」、第二回は明確に優勝者は発表されないという、本番組らしいゆるい結果に終わるも、小山薫堂事務所「N35」のパロディ「犬35」が優秀作として賞された。
時折、小山の突然の発案により「小山薫堂および柳井麻希を含むラジオネームの禁止」や「一人の人間が多数のラジオネームで投稿することの禁止」などの禁止事項を打ち立てられることもあるが、リスナーからの抗議や、そもそも小山自体が発言したことを忘れたと言った理由で、長続きしたことはない。
○○職人
手に職を持つリスナーに、多く使われているラジオネーム。
リスナー・みかん職人、バウムクーヘン職人等、生業である場合や、ウィキ職人、千社札職人等、番組内での役割を冠す場合がある。
ラジオネームからリスナー像を想像し易いため、小山・柳井に好評を博している。
呼び捨て希望
小山に恋愛感情およびそれに準ずるものを抱いているリスナーは、「呼び捨て希望」と記すことで、あえて「さん付け」をせずラジオネームもしくは本名を呼んで貰えるというシステムが公認されている。

## 投稿
本番組への投稿は基本的に、番組公式サイトからのメールフォーム、Eメール、Fax、あるいは郵便で行われる。それらは番組スタッフによりプリントアウトされ、注目内容にアンダーラインが引かれるなどされた後、DJブースにいる小山に届けられる。トレイに乗った投稿用紙は小山にチェックされ、採用の可能性のあるモノは、別トレイにキープされる。この段階までで、小山の中では3度程の選抜が行われる。こうして選ばれた投稿が、放送のタイミングに合わせて、番組内で読まれることになる。なお、番組内で読まれる投稿内容は、小山によって要約されたり、不適切な表現を置き換えられたりする場合もある。
小山が語る所によると、採用されるコツは、1.短いこと 2.ツクリ（フィクション）でないことらしいが、投稿内容が長くても採用されるケースや、ツクリに関しても「これはネタでしょう？」「ネタだと思いますが、許しましょう」などと結局採用している場合もあるので、真偽のほどは明かではない。また小山は「面白くない投稿を、面白く読むのがDJの仕事」とも発言している。

### チェック&マーク
番組冒頭に発表される投稿テーマ。ときに擬音（例：ぶい〜〜〜ん）のみなど解釈に困るものもある。
当日の放送は主にチェック&マークに沿った投稿が募集されるが、それに沿わない「テーマ外投稿」も認められている。また、番組内で突然、「カレー」→「華麗」「辛ぇ」などのようにチェック&マークの拡大解釈がなされることもしばしばある。
2007年7月28日のチェック&マークは「ネタ待ってます！」と題し、リスナーにチェック&マークを募集。
2007年11月24日にチェック&マーク「ぴぴっときた」と発表するも、「以前もやった」とのリスナーからの指摘を受け、急遽「ぴぴぴっときた」に変更された。
2008年9月20日の放送では「すっごい住宅情報あります！」というチェック&マークが発表され、既に多数の投稿が届いているにもかかわらず「このテーマは盛り上がらない」との小山の鶴の一声で、番組中に急遽、リスナーに新テーマを公募することすらあった。
更に裏テーマと称して、追加テーマの発表がなされる場合があるが、多くの場合は、オススメの携帯電話など、小山の知りたい情報を募るものである。
小山の書いた書籍等の発売に合わせて、それにちなんだチェック&マークが採用されることもある。
それがプロモーション活動の一環であることは、リスナーも心得ており、カリスマリスナーなどからは「また宣伝ですか？」とのメールが寄せられる。

### 早朝投稿（早朝登校）
番組開始の毎週土曜日9:00の時点までに、番組に投稿される番組公式サイトからのメールフォーム、Eメール、Fax、あるいは郵便の事。
投稿テーマとなるチェック&マークはFUTURESCAPE放送冒頭で発表されるが、新聞等で発表されるラジオ欄を情報源にチェック&マークを事前に知り、投稿することが可能である。
また、チェック&マークに関係ないテーマ外の投稿も採用される。リスナーの最近の出来事や、先週の放送、裏FUTURE SCAPEの感想などが多く、チェック&マーク発表前に小山によって選出されたテーマ外投稿が、一通ないし二通読まれる傾向がある。
早朝投稿のメリットとしては、まず競争率が低いことである。また「ハードルを上げない」との事から、レベルが高くない投稿を採用するケースもある。放送が進むに連れ、チェック&マークの切り口も多様化してくる傾向がある。だが、番組序盤で採用される早朝投稿は、チェック&マークから大きく外れない投稿が採用される可能性が高い。
リスクとしては、次のようなことが挙げられる。
- 新聞のラジオ欄はスペースが小さく文字数も限られていることから、情報が常に不足する。
- チェック&マークも、片言で表記される場合や、擬音のみという場合もある。
- その解釈もリスナーに委ねられることになる。それゆえ番組スタッフの意志とは大きく違った解釈をし、テーマにそぐわない投稿をしてしまう恐れもある。

なお、正式には「早朝投稿」ではなく、「早朝登校」である。
「番組が始まる前から自主的になぁんにも言ってないのになんでこんなに投稿してくるんでしょうね。あれですね、まるで朝早く学校に来てるみたいな感じですね」という小山の発言から命名された。
この事実はブッダも知るところではなく、ウィキペディアに誤って書かれていた記事を、裏FUTURE SCAPE（配信第150号）を通じて、カリスマリスナー・「ハラタエコ」によって指摘され、訂正されることになった。

## お土産とおねだり
スタッフとリスナーが密接な関係にある本番組では、リスナーが番組宛に食べ物やお土産を送ってくることが多々ある。小山・柳井は、この行為を公式に認めており、「本当に気を使わないで下さいね」と言いつつも「我々（小山・柳井）は土曜日の午前中にしか来ないので、生ものは、それに合わせて送って欲しい」との呼びかけを行っている。また、「おねだり」と称される小山・柳井から積極的に「○○が食べたい」「○○が好きだ」などの発言がされる場合もある。なお柳井は「（おねだりは）大好きな日本語です」と発言している。更に、放送中、特定個人に向かって呼びかけを行うこともあり、これは「業務連絡」と呼ばれている。
過去には「おねだりくん」というコーナーも存在していたが、詳細は不明である。
小山、放送中にバナナをおねだり
2007年10月13日の放送では、当時、小山が実践していたダイエットにより、オンエアー中に飢餓状態を訴えた小山が、公共の電波を使ってリスナーにバナナを要求。その日の放送時間内に、リスナー・「ジュンキチ」によって、スタジオにバナナが届けられる。小山はこの日のバナナに感動、「今年最も美味しかった物」としてこのバナナを挙げた。なお、実践していたダイエット法はデマだったことがこの日の内に判り、小山は打ちひしがれた。
きのこの山・たけのこの里をめぐる発言
小山は『たけのこの里』や『きのこの山』が大好きである。小山は、これまでも度々、番組上で『たけのこの里』に対する想いを訴えており、2009年3月28日の放送では公式に、『たけのこの里』が好きなことを認める発言をした。
更に小山は「解らないですね。『きのこの山』を発売し続ける理由が。『たけのこの里』で充分だと思います。」とコメントし、『キノコの山』への対抗意識を明確にしている。
これに同調した柳井も「私たち断然、『きのこの山』より『たけのこの里』派」と宣言をした。柳井はこの直後、「こんなに言ってるのに、なかなか『たけのこの里』が送られてこないね」と発言しており、「菓子メーカーへのおねだり」という狙いがあると推測される。
しかし小山はこれに反発、「そういう下心はダメ」「下心なんて一回も抱いたこと無いですよ」と、おねだりの考えを否定した。

## プレゼント
投稿を読まれた全員へのプレゼントは無い。投稿に「ステッカー希望」と書いてある場合、サインやメッセージの書かれたステッカーが送られることがある。ステッカーは番組オリジナルのものではなく、FMヨコハマ共通のもの。
その後、2009年12月12日には、リスナー・「フクイヒロシ」制作により、オリジナルステッカーが完成。「安っちいステッカー」と命名され、時折の配布が開始された。
過去、「希望するリスナーには、ステッカーをどんどんプレゼントする」という方針が打ち出されたが、風化している。
投稿者全員の中から、抽選でプレゼントが当選する週もある。
プレゼントの出所はFMヨコハマや横浜ランドマークタワー内のテナント、小山個人、ゲストから徴収するなど様々である。
この場合、当選者は番組のエンディングで発表されるが、当選しなかったリスナーに裏FUTURE SCAPEで生電話をし、直接「当選しなかった」旨を伝えることで、落胆する様子を楽しむ企画もあった。
また、リスナープレゼントとなるはずだったものが、小山によって着服されることもある。
2009年4月18日、白ナマコ石鹸と黒ナマコ石鹸が20個、製造会社からリスナープレゼントとして寄贈された。小山は黒ナマコがレア物であるという理由で、自分の分をキープ。更にその価格が白・4200円、黒・4410円（税込）と高価であることを知ると「あげたくなくなってきたね」「ホントに20個もありましたっけ？5個ぐらいしか無かったんじゃないの？」と石鹸の数を誤魔化そうとした（未遂）。
小山個人もしくは会社から、プレゼントが提供されることもある。
番組開始当初では、山梨県にある小山の葡萄畑で作られたワイン「シャトークンドー」がプレゼントされた。
また、2008年3月15日には、小山はたまたまスタジオに持ってきていた「大したことない」「折れた」傘を、リスナープレゼントにしている。
小山の事務所・N35から、プレゼント（いらないもの）の大放出がされる企画も不定期に行われ、その回には大量の投稿が寄せられる傾向がある。

## スタッフ

### 現在
平林可鈴（プロデューサー）
FMヨコハマ編成部員で、元営業推進部員。社内での人事異動に伴い、前任で同期社員の山本小梅からプロデューサー業務を引き継ぎ、2023年10月7日放送分から担当。番組内でのあだ名はアンズちゃんで、これは小山が裏FUTURE内で果物の「カリン」と「アンズ」を間違えたことが由来。
ハサミちゃん（ディレクター）
イー・エー・ユー株式会社所属の元AD。本名は竹原知里。特技が切り絵であることから、小山から「ハサミ」と命名され、番組ステッカーなども製作。2020年頃からギュウヒよりディレクター業務を引き継ぐ。
ムヒ（AD）
2020年4月頃からADオランダの後継としてADを担当。一般公募ADとしては初めて男性が選ばれた。
カワイ（AD）
2023年10月頃から担当。イー・エー・ユー株式会社でアルバイトADとして働き、同社が制作するFMヨコハマの番組「Lovely Day」などのADも兼務。
モリタ（ミキサー）
2005年より担当する古参スタッフ。
裏FUTURE SCAPEで、リスナーとお見合いをしたことがある。
小山によれば「かなりカッコイイですよ」「強いて欠点を言うならば、サンダルで仕事をしていること」とのこと。
番組開始直前のマイクチェックを、小山に嫌がらせを受けつつも、見事にこなす。
また、2009年10月24日の放送では放送中、マイクを離れて窓際へと移動した。理由は、小山によれば「そっちの方が陽当たりが良さそうだから」とのこと。小山にも「慣れっこ」とコメントするなど、かなりの手練れ。
裏FUTURE SCAPE 配信第182号で元AD・ボーダーと交際していることが発覚した。

### 過去
菊池淳介（元ディレクター）
通称・きっくん。フォークバンド・かかしのヴォーカルも務める。
「クジラのたれ事件」の容疑者。
ヤマザキ＝カルロス（元ディレクター）
裏FUTURE SCAPE配信第172号にて、名前のみ登場。
小山が、母に京都で遭遇している。
うっちー（元ディレクター）
松たか子が好き。番組内で彼女の曲を凄い頻度でかけた張本人。
裏FUTURE SCAPE配信第59号に登場。
その当時、オレンジ&パートナーズのハイブリジスト。
オガワ（元ディレクター）
選曲が適当 。選曲の根拠が「目の前にCDがあったから」と発言していた。
ゴッド（元ディレクター）
FMヨコハマ、THE BREEZEも担当していた。
小山が遅刻しそうになるFUTURESCAPEについて「ハラハラドキドキ」「スリリング」とコメントしている。
ブッタ（ディレクター）
前任・ゴッドからの交代により、番組の選曲が変わった（小山談）。
小山・柳井が、オンエアーで恋人を募集している。
アカダマ（元AD）
ネーミングの由来は、アカダマちゃんが来る日に限って、カレンダーに大きな赤い丸が付いていたことから。
マーカス（元AD）
小山曰く、「ラジオ界のおしん」。
ネーミングの由来は、一時期交際していた男性の名前。へそピアスをして小山を動揺させた。
「マーカスのぼやき…」をホームページ上に連載した。
タテウラ（元スタッフ）
就任4日目から遅刻をし、罰ゲームとして、タバスコ入りブラッドオレンジジュースを飲まされた。
柳井とは、J-WAVEセミナーの同期生。
？？？（元スタッフ）
タテウラ退職後、オイカワの就任までスタッフをしていた。
オンエアー及び裏FUTURE SCAPEに一度も露出しないまま交代してしまったため、存在した事実のみが知られている。
ホンドウ
マサ（元バイト）
焼き肉をご馳走して貰った時、「美味しい?」と聞かれ、「大丈夫です」と答えたエピソードは語り草。
なごっち（元AD）
「クジラのたれ事件」の捜査に、多大な貢献をした。
集計ちゃん（元AD）
シロイシ（元AD）
2009年10月29日の裏FUTURE SCAPEに、新ADとして出演。
平日は派遣のOLで、総務の仕事をしていた。
松本ぱんこ（元AD）
元N35社員、小山薫堂専属秘書兼マネジメントで、通称・おかん。
番組初の一般公募で採用されたAD。以降のAD採用では一般公募が慣例となった。
FUTURESCAPEリスナーの一番の出世頭。
「小山薫堂マネージメント」として「おくりびと」のエンドロールにも、「松本薫」という本名で名を連ねている。
「パンが焼ける」という利点からAD採用に至り、ネーミングの由来もそこから。ただし、実際にパンを焼いてきた回数は少ない。前日の残りを使って、きんぴらごぼうパンを焼いた。
約1年半に渡って活動した。
2009年12月31日をもって、N35を退社した。
2010年2月8日17:06。2828gの赤ん坊を出産。通称・おかんではなく、本物の『おかん』となられた。
メリケン（元AD）
リスナー出身。ネーミングの由来はクレイジーケンバンドのシングルCD、「メリメリ 〜I WANNA MERRY MERRY YOU〜」から。「曲名の由来は、外国人の排泄音から」とディレクター・ゴッドから告白された。「男らしい名前が良い」との本人の希望で、リスナー公募により「メリケン」となった。
様々な罰ゲームを容赦なく課し、小山・柳井を恐れさせた。
逆ギレキャラとして、「メリケンの逆ギレ日記」をウェブサイト上に連載した。
ボーダー（元AD）
リスナー出身。「かぶりもの」と呼ばれる、様々な形状の帽子を作成する。
その技術は回を追って向上し、小山・柳井に絶賛されている。
2009年4月と8月には、かぶりものアーティストとして、展覧会を開催した。
ネーミングの由来は、毎週ボーダーの服を着てくることから。
彼女の家族会議の中から、数々の罰ゲームが考案・実践され、小山・柳井を苦しめた。
ホームページ上に「ボーダーのよこしま日記」を連載。
2009年9月26日をもって引退した。
引退後、裏FUTURE SCAPE 配信第182号でミキサー・モリタと交際していることを告白している。
オイカワ（元スタッフ）
2009年4月から担当。
初日から罰ゲームの洗礼を受けている。
ギュウヒ（仮）と併せて、ニックネームの公募をしていたが、そのまま定着。
裏FUTURE SCAPE配信第189号に登場したことがきっかけで、注目を浴び、アイドル視されるようになった。
よこぶえ（AD）
2009年10月10日から担当。
リスナー出身。
ニックネームは当初、「まいまい」「はなまる」「どらひめ」等の候補が挙がっていた。
- 「まいまい」 - 本名にちなんで。
- 「はなまる」 - The Burnスタッフの聞き間違いから。
- 「どらひめ」 - バイト先からお土産にと持ってきた和菓子の名称。

2009年10月17日放送で、ニックネームは、その週ごとの週替わりとされ、「おんぷちゃん」「どんまいちゃん」「おたまじゃくしちゃん」などの命名がFUTURE SCAPE CLUBの結果発表時に行われていた。
2009年11月14日、正式ニックネームが「よこぶえ」に決定。命名はリスナー・「レッドファーム」で、「フルート＝横笛」、「横浜の横」、「前任AD・ボーダーの連載していた、よこしま日記」などに由来している。
特技はフルートであると誤解されがちだが、彼女は面接時に「フルートが吹ける」と発言しただけであり、「得意である」とは言っていない。
登場初期は演奏は未熟であり、その腕前は小山・柳井らに「ショボイ」と評されていたが、練習の結果、出演を重ねるごとに技術が向上している。
まるしぇ（AD）
2011年9月3日より担当
ジャイ子（AD）
2012年7月28日より担当
602（AD）
2016年夏頃より担当。2018年卒業。
さぼてん（AD）
2016年夏頃より担当。2019年卒業。
オランダ（AD）
2018年頃より担当。2020年4月卒業。
ギュウヒ（仮）（ディレクター）
2009年4月から担当。
求肥を知らなかったことから、仮に「ギュウヒ」もしくは「小宮山ギュウヒ」と命名されるも、本人がこれを拒否、リスナーにニックネームを公募していた。その後、公募の風化に伴い「ギュウヒ」という呼び名が定着している。
小山に本名を憶えて貰えず、スタッフ・オイカワの前にいることから「オイカワの前」と呼ばれたこともある。
選曲については、就任当初、「スカしている」との評価が挙がっていたが、裏FUTURE SCAPE配信第180号で小山に「コンセプト重視じゃなくて曲重視で。良い曲を聞きたい」と言われて以来、苦悩している。
ディレクター就任当初、緊張のため、眠れなくなり悩んでいた。
歴代FUTURESCAPEスタッフの中では珍しく、シモネタを繰り出すという性癖を持っており、放送開始前、柳井に「昨晩見たエッチな夢の話」などをしている。
FUTURESCAPEディレクターの中でも異例の意欲を持ち、数々の企画を構想し、実現している。
その熱心な姿勢は、小山・柳井に絶賛されている。
裏FUTURE SCAPE配信179号での「前FUTURE SCAPEの録音ミス」や謝罪の態度などに、リスナーからの非難が寄せられ、関連mixiをも炎上させたとされる。なお、小山・柳井により「炎上した」と発言されたものの、実際は炎上の事実がないことが、リスナーからの投稿で寄せられた。
福田浩子（アナウンサー）
番組中のニュースを担当する美人アナウンサー。
ニュースコーナーの後、小山・柳井とのトークに参加することもある。
甘すぎるケーキは苦手だが、チーズケーキは大好きである。
「お〜つかれさまでぇ〜す」とスタジオに入ってくる様子が、柳井の形態模写で再現された。
筒井理（プロデューサー）
FMヨコハマ編成部担当部長。FUTURESCAPE以外にも局内の多くの番組を担当。番組内でのあだ名は筒井会長。
ハサミちゃん（ディレクター）
イー・エー・ユー株式会社所属の元AD。本名は竹原知里。特技が切り絵であることから、小山から「ハサミ」と命名され、番組ステッカーなども製作。2020年頃からギュウヒよりディレクター業務を引き継ぐ。
山本小梅（プロデューサー）
FMヨコハマ編成部員（番組担当時）。入社3年目の節目に筒井理からプロデューサー業務を引き継ぎ、2023年4月1日から担当。社内での人事異動に伴い、2023年9月30日の放送をもって番組から卒業。番組内でのあだ名は小梅ちゃん。

## 評価
2003年4月、FMヨコハマで行われた番組審議会の報告によれば、下記のような評価が下されている。
- 横浜の情報がふんだんにあり、楽しく聴ける。
- テンポよく、飽きがこない。また、BGMも効果的に生きている。
- 身近な話題をピックアップし、ストレートに受け入れられる。
- 土曜日の朝、遅く起きた折にちょうどいい時間帯である。出だしの音楽も適当であり、また、タイムリーな情報もあるので、楽しみながら聴ける番組である。
- ハジケ過ぎる嫌いもあるが、二人とも声の印象はいいので、聴きやすい。
- 二人の掛け合いで、片方の突っ込みに対し、一方がどう捌くかがポイントである。そのあたりの工夫が必要である。
- 地方に行った折の現地で聴く番組とすれば、まさにこのような番組である。大いに横浜のPRをして欲しい。

この報告は、2009年8月29日、リスナー「ダイダイと愉快な仲間たち」の投稿により、小山・柳井の認識するところとなった。 柳井はこの6年前の評価に対し、「厳しいご意見だわぁ」「今、もし、審議会にかけられたら、どんなご意見が頂けるんでしょうか。ハァー ドキドキ」と発言している。
その後も、2010年2月13日のオンエアーが番組審議会にかけられていたことが、同年2月20日オンエアーで、公言されている。その時の評価は「安心して聞ける」だった。
また、2009年2月に発売された雑誌・「BRUTUS」のラジオ特集では、「60 Great Radio Shows Reviewed」という「今聴くべき番組60」の中にピックアップされている。

## 放送外の動き
本番組は、リスナーが、インターネット上の様々なコンテンツで、番組に参加をしている。これらは番組による公式な企画と、そうでないものがあるが、オンエアーもしくは裏FUTURE SCAPEで取り上げられることにより、小山・柳井に認知され、容認されることもある。
ポッドキャスト
裏FUTURE SCAPEと呼ばれるポッドキャスト番組が、番組終了後、スタッフの手によって制作されている。
2005年4月12日から番組ホームページ上で公開されていた、罰ゲームのコーナーから発展する形で、2006年5月5日、第1回の配信が始まった。
小山・柳井は、この裏FUTURE SCAPEを、あくまで趣味で制作されており、仕事ではないことを公言。自由奔放に振る舞っている。
2010年2月27日に第200回の配信を達成した。
LINE
2023年2月にFUTURESCAPEオフィシャルライングループが開設された。
mixi
「FUTURESCAPE」「裏FUTURE SCAPE」 それぞれのコミュニティが存在している。
FUTURESCAPEは、2007年06月24日に開設され、管理人は「グリフォンのママドン」。
裏FUTURE SCAPEは、2009年3月19日開設。「アキモト」が管理人を、「トリー」が副管理人を務めている。
数多くのリスナーが、メンバー登録している他、ディレクター・ギュウヒが、書き込みを行ったこともある。
ウィキペディア
2008年3月14日放送のオンエアー中に、小山がウィキペディアに「FUTURESCAPE」の項目があることを発見、続く裏FUTURE SCAPE配信第150号でも話題に上った。
この際、小山・柳井が「裏FUTURE SCAPE」の項目を作って欲しいと発言。 それを受けて「裏FUTURE SCAPE」「FUTURE SCAPE CLUB」の項目が作られている。
Twitter、ぴーちく
ディレクター・ギュウヒの提案により始動。
2009年12月5日、19日の2回に渡り、ぴーちくと番組とのコラボレーション企画・「ぴーちくアワー」が行われた。
その後、企画としての「ぴーちくアワー」は終了宣言をされるも、「ぴーちく」でのリスナーのつぶやきは健在。番組終了後も数時間に渡り、リスナーのツイートで盛り上がる。
小山は、オンエアー中に、ぴーちくを見たり、呼びかけを行うこともある。
また、裏FUTURE SCAPEを開始時間を合わせて再生し、ぴーちくでのつぶやきを共有する「裏ピーチク○○時会」も発足。小山らスタッフにも、認知されている。21時開始の「裏ピーチク21時会」が「1周目」と呼ばれており、「1周目」終了後22:10頃から始まる「2周目」がある。
2010年1月後半には、ぴーちくに、FUTURESCAPE専用ページが新設。FMヨコハマとの共有ページから独立した。
10時台に流れるCMに合わせて、「よしこ〜〜」の投稿でTLが埋め尽くされる現象があり、小山が楽しみにしている。裏FUTURE SCAPE配信第200回の「裏ピーチク21時会」中に、CMが流れていないが「よしこ〜〜」の投稿が集中するという珍しい現象が確認されている。
裏FUTURE SCAPEリスナーマップ
Googleマップを利用し、リスナーの所在地や、裏FUTURE SCAPEで話題になった店舗を、地図上に表示させるという企画。
2009年12月10日、mixi上で、裏FUTURE SCAPEマップ作成委員会が発足。
裏FUTURE SCAPE配信第182号で、裏FUTURE SCAPEマップ作成委員会発足からの投稿が取り上げられ、 リスナーマップが作られていることが、スタッフサイドに認知された。
これを確認した小山・柳井は絶賛、参加を呼びかけている。
オフ会
一部のリスナーの間で、オフ会が行われていることが、オンエアー及び裏FUTURE SCAPEで、紹介されている。
2009年11月28日開催された「人生食堂まずは二軒からツアー」は、裏FUTURE SCAPE 配信第182号などで取り上げられている。
また、2010年1月17日には、カリスマリスナー・「カワベサトシ」の経営する「木もれ陽亭」でオフ会が行われた。
このオフ会は、リスナー・「レッドファーム」による企画であり、小山・柳井をはじめとする番組スタッフは、一切参加していない。
しかし、小山の出資により、参加者全員に「海カリー山カリー弁当」が振る舞われた。
他にも、参加リスナーに対し、「ピノマイルの次に僕の得になる様な事を考えて下さい」と伝言をしたり、サプライズプレゼントの絵本に、直筆のメッセージを寄せるなど、小山の協力を取り付けている。